# Wieland B. Huttner
Wieland B. Huttner, auch Wieland Bernhard Huttner (* 15. Februar 1950 in Hannover), ist ein deutscher Mediziner, Neurobiologe, Biochemiker und Hochschullehrer.

## Biografie
Huttner studierte von 1969 bis 1975 Medizin an der Universität Hamburg und der Universität Oxford. Er promovierte 1976 in Hamburg. Danach war er von 1976 bis 1980 Postdoktorand am Max-Planck-Institut für experimentelle Medizin in Göttingen und an der Yale University in New Haven (Connectcut/USA). Er war dann von 1981 bis 1985 Nachwuchsgruppenleiter am Max-Planck-Institut für Psychiatrie in München. 1985 habilitierte er im Fach Physiologische Chemie an der Universität Würzburg. Er wurde 1985 Gruppenleiter am Europäischen Laboratorium für Molekularbiologie in Heidelberg und 1991 Direktor des Instituts für Neurobiologie der Universität Heidelberg. 1998 wurde er Direktor am Max-Planck Institut für molekulare Zellbiologie und Genetik und Wissenschaftliches Mitglied der Max-Planck-Gesellschaft. Zudem ist er Honorarprofessor für Neurobiologie an der TU Dresden. Von 2009 bis 2012 war er Vorsitzender des Wissenschaftlichen Rates der Max-Planck-Gesellschaft. Seit 2018 ist der Direktor Emeritus am Max-Planck Institut für molekulare Zellbiologie und Genetik und leitete dort seine Forschungsgruppe bis 2024.
Große öffentliche Beachtung fanden Huttner und sein Team „mit der Erkenntnis, dass eine Genmutation wesentlich daran beteiligt war, unser Hirn vor etwa zwei Millionen Jahren sprunghaft wachsen zu lassen“. Neben der Erforschung von ARHGAP11B, das mit der Expansion des Neokortex in Verbindung steht, untersuchte Huttner auch das von Johannes F. Coy entdeckte Gen TKTL1. In Zusammenarbeit mit Svante Pääbo konnten sie unter anderem nachweisen, dass die menschliche Variante von TKTL1 durch eine einzelne Aminosäure-Substitution zu einer verstärkten Neurogenese im Frontallappen beiträgt. Diese Veränderung könnte ein entscheidender Faktor für die kognitive Entwicklung des modernen Menschen gewesen sein.

## Mitgliedschaften
- 2001 Wahl zum Mitglied in der Sektion Neurowissenschaften der Deutschen Akademie der Naturforscher Leopoldina
- Mitglied im Wissenschaftsrat von 2004 bis 2010
- Mitglied der European Molecular Biology Organization (EMBO) seit 1988

## Ehrungen
- 2018: Träger des Sächsischen Verdienstordens
- 2003: Berthold-Medaille der Deutschen Gesellschaft für Endokrinologie
- 1985: Karl-Winnacker-Award

## Wissenschaftliche Veröffentlichungen (Auswahl)
- Marta Florio, Mareike Albert, Elena Taverna, Takashi Namba, Holger Brandl, Eric Lewitus, Christiane Haffner, Alex Sykes, Fong Kuan Wong, Jula Peters, E. Guhr, Sylvia Klemroth, Kay Prüfer, Janet Kelso, Ronald Naumann, Ina Nüsslein, Andreas Dahl, Robert Lachmann, Svante Pääbo, Wieland B. Huttner: Human-specific gene ARHGAP11B promotes basal progenitor amplification and neocortex expansion, 2015
- Elena Taverna, Magdalena Götz, Wieland B. Huttner: The cell biology of neurogenesis: toward an understanding of the development and evolution of the neocortex, 2014
- A.M. Sykes, W.B. Huttner: Prominin-1 (CD133) and the Cell Biology of Neural Progenitors and Their Progeny Adv Exp Med Biol., 2013
- M. Götz, W.B. Huttner: Naturberichte Molekulare Zellbiologie, 2005
- A. Attardo, W. Denk, W. B. Huttner: Neuronen entstehen im basalen Neuroepithel des frühen Säugetiertelencephalons: einem Hauptort der Neurogenese, 2004
- H. Kratzin, A. V. Podtelejnikov, W. Witke, W. B. Huttner: Endophilin I vermittelt die Bildung synaptischer Vesikel durch Übertragung von Arachidonat auf Lysophosphatidsäure, 1999
- D. Corbeil, A. Hellwig, W. B. Huttner: Prominin, ein neuartiges mikrovilli-spezifisches polytopisches Membranprotein der apikalen Oberfläche von Epithelzellen, zielt auf plasmalemmale Vorsprünge von Nichtepithelzellen ab, 1997
- Huttner: Die Granin- (Chromogranin / Sekretogranin) Familie, 1991
- W. B. Huttner, P. Greengard: Mehrere Phosphorylierungsstellen in Protein I und ihre unterschiedliche Regulation durch cyclisches AMP und Calcium, 1979